# John Clinch

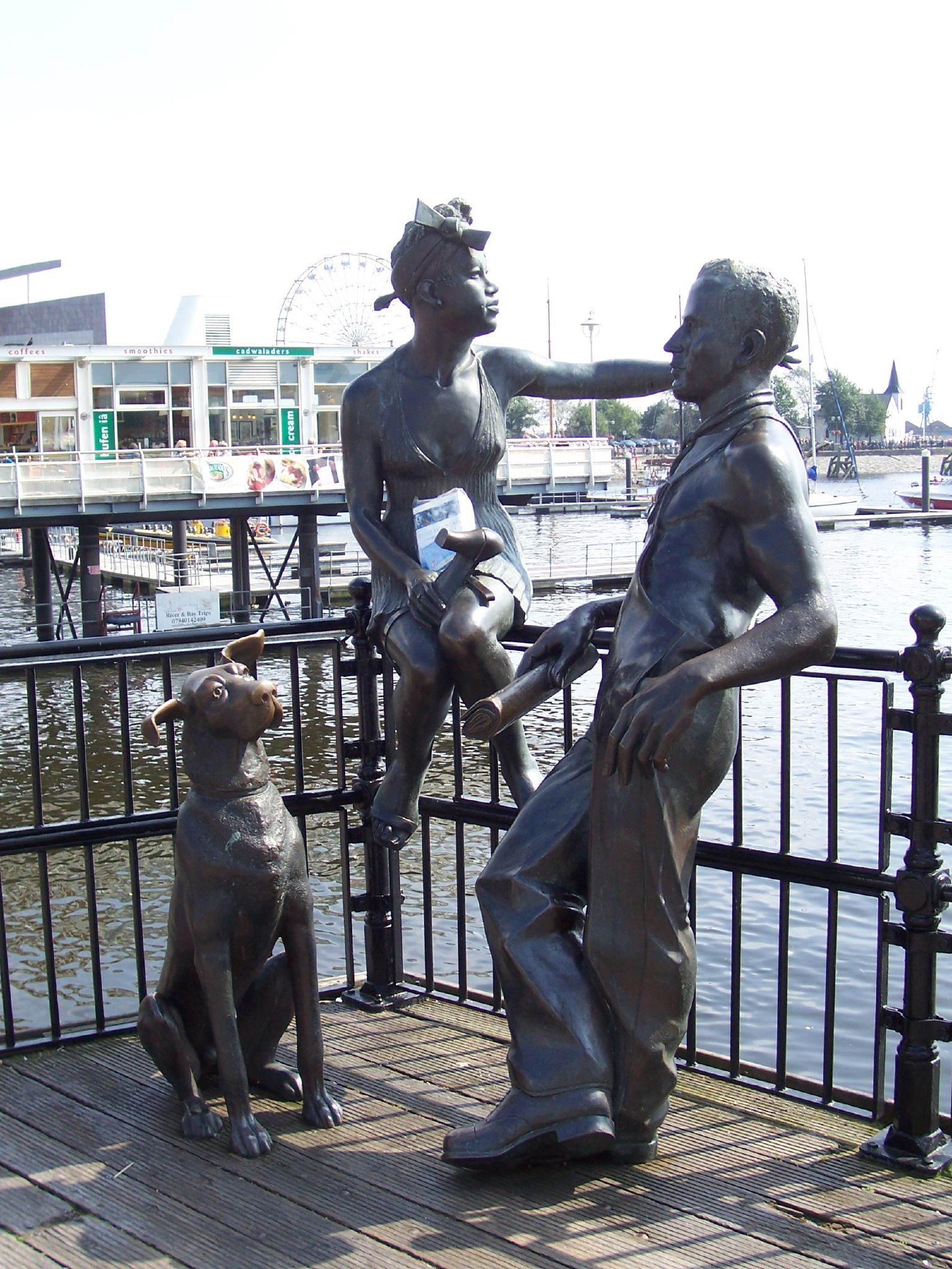
People Like Us, Cardiff

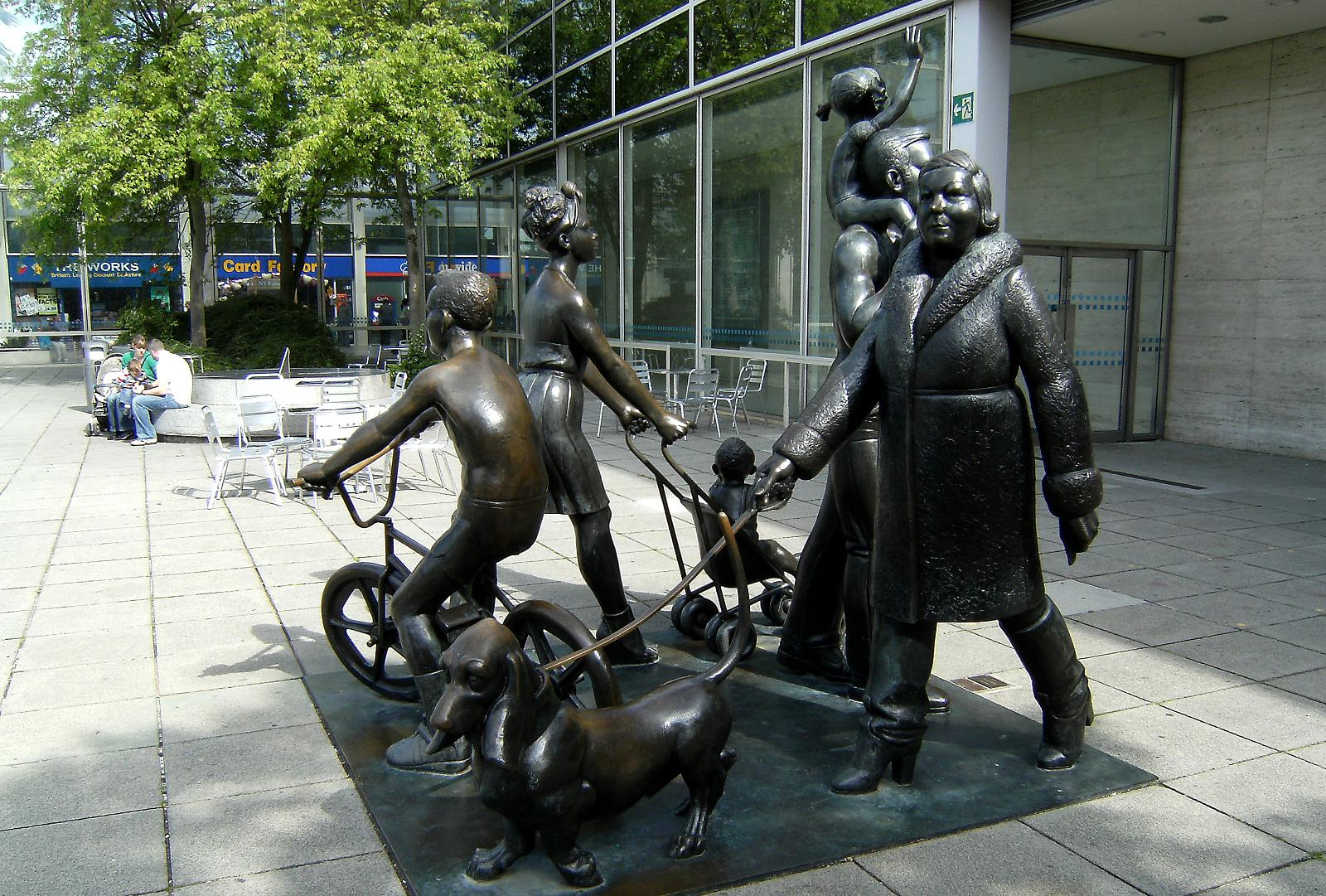
Vox Pop in Milton Keynes

John Ian Howard Clinch (Folkestone, 23 november 1934 – Tregaron, 3 april 2001) was een Engelse beeldhouwer.

## Leven en werk
Clinch werd in Londen opgeleid als accountant. Hij volgde kunstlessen aan een avondschool in Richmond en besloot kunstenaar te worden. Van 1951 tot 1955 volgde hij een teken- en beeldhouwopleiding aan de Kingston School of Art. Van 1957 (na zijn militaire dienst) tot 1961 studeerde hij bij John Skeaping en Bernard Meadows beeldhouwkunst aan het Royal College of Art. In zijn laatste studiejaar won hij een reisbeurs voor een jaar studie in Frankrijk en Italië. Hij gaf van 1962 tot 1964 les aan scholen in Colchester, Hammersmith en Camberwell en werd hoofd van de beeldhouwafdeling van de Nottingham Art School. In 1969 doceerde hij gedurende een jaar aan de Calgary University in Canada.
In 1982 ging hij werken als beeldhouwer en in 1987 staakte hij het doceren volledig. Clinch kreeg met name opdrachten voor nieuwbouw- en revitaliseringsprojecten, zoals in Milton Keynes en Cardiff. Door de omvang van de projecten gedwongen naar een groter atelier om te zien, verhuisde hij in 1987 naar Tregaron in Wales. Zijn laatste werk, een beeld van de voetballer Bobby Moore voor West Ham United, bleef door zijn dood in 2001 onafgemaakt.

## Werken (selectie)
- Wish You Were Here (1983), Museum of Liverpool Life, Liverpool
- Vox Pop (The Family)[1] (1984), Queens Court in Milton Keynes
- The Great Blondinis (1985), Thamesdown Borough Council
- Diana Dors, Filmstar (1992), MGM Cinemas in Swindon
- Beside The Seaside ... Beside The Sea, Barry Island (Vale of Glamorgan)
- People Like Us (1993), Mermaid Quay in Cardiff
- Wincher's Stance (1994), Buchanan Bus Station in Glasgow
- Basketball Players (1999), Royal Caribbean Cruise Line
- From Pit to Port (2005), Cardiff Bay in Cardiff (voltooid door de beeldhouwer John Buck)